# Janów-Jamy Faustowskie
Janów-Jamy Faustowskie – część wsi Ruda Strawczyńska w Polsce położona w województwie świętokrzyskim, w powiecie kieleckim, w gminie Strawczyn.
W latach 1975–1998 Janów-Jamy Faustowskie administracyjnie należały do województwa kieleckiego.